# 陳純德
陳純德（1581年—1644年），字靜生，號淡元，湖廣永州府零陵縣人。明末政治人物。

## 生平
早年為諸生，久困科場。崇禎十二年（1639年）中式湖廣鄉試三十五名舉人，崇禎十三年（1640年）聯捷庚辰科進士，年已六旬。授福建道監察御史，巡按山西。崇禎十七年（1644年），李自成破京師，陳純德自縊殉國。弘光朝廷追贈太僕寺少卿，諡恭節，祀旌忠祠。

## 著作
有《按晋奏稿》《募将勤王疏》。

## 延伸阅读
[在维基数据编辑]
 《明史卷二百六十六》，出自《明史》

## 外部鏈接
- 陳純德 （页面存档备份，存于） 中研院史語所